# Eriçó de l'Índia
L'eriçó de l'Índia (Paraechinus micropus) és una espècie d'eriçó originària de l'Índia i el Pakistan. Se'l coneix per la «màscara» que porta a la cara, similar a la dels ossos rentadors. Tendeix a viure a planes i matollars de muntanya que es trobin a prop de fonts d'aigua.